# Franz Trescher
Franz Trescher (* 1. September 1909 in Wien; † 20. August 1980 ebenda) war ein österreichischer Lyriker und Journalist.

## Leben
Nach einer kaufmännischen Lehre kam Franz Trescher über Friedrich Austerlitz zum Journalismus. Er war zwischen 1928 und 1934 freier Mitarbeiter bei den Tageszeitungen Arbeiter-Zeitung und dem Tagblatt. Er schrieb politische Artikel, Glossen, Feuilletons und Kurzgeschichten. Weiters veröffentlichte er Beiträge in deutschen Blättern, so im Vorwärts, dem Zentralorgan der deutschen Sozialdemokratie. Beim Internationalen Sozialistischen Jugendtreffen 1929 schuf er gemeinsam mit Bruno Schönlank für das Raimundtheater das Stück Frühlingsmysterium. 1933 war er Vortragender beim ersten Autorenabend der Vereinigung sozialistischer Schriftsteller, der er auch angehörte.
Nach dem Februar 1934 konnte er nicht mehr publizieren. Ab 1938 war er Buchhalter in einer Autohandlung und Angestellter einer Versicherung bis September 1940. Bis Dezember 1941 war er kriegsdienstverpflichteter Hilfsarbeiter Steyr-Daimler-Puch AG in Steyr. Danach musste er in die Wehrmacht und geriet für einige Monate 1945 in US-amerikanische Kriegsgefangenschaft.
Nach 1945 arbeitete er wieder als freier Mitarbeiter der Arbeiter-Zeitung und für die Oberösterreichischen Nachrichten. Im November 1945 wurde er Redakteur der Wiener Bilderwoche, welche die Nachfolge der sozialdemokratischen Illustrierten Der Kuckuck antreten sollte. Er hat „aktiv am Aufbau der sozialistischen Presse nach 1945 mitgewirkt“, wie es im Nachruf der Arbeiter-Zeitung vom 26. August 1980 heißt. Später wurde er Vorstandsmitglied Journalistengewerkschaft (heute GPA-DJP) und Leiter der Fachgruppe Wochenzeitungen und Zeitschriften.

## Werk
- 100 Jahre Jupiter, Versicherungsverein auf Gegenseitigkeit, Wien: 1869–1969, Wien 1969